# Štichovice
Štichovice (en allemand : Stichowitz) est une commune du district de Plzeň-Nord, dans la région de Plzeň, en Tchéquie. Sa population s'élevait à 110 habitants en 2022.

## Géographie
Štichovice se trouve à 28 km au nord-nord-ouest de Pilsen et à 82 km à l'ouest-sud-ouest de Prague.
La commune est limitée par Manětín au nord-ouest, par Mladotice au nord-est et à l'est, par Pláně au sud et par Hvozd au sud-ouest.

## Histoire
Le nom du village provient du propriétaire de la ferme locale Štich, qui signifie « village des Štich ». Au milieu du XIVe siècle, le village devient une possession de la commanderie des Hospitaliers d l'ordre de Saint-Jean de Jérusalem de Manětín.

## Administration
La commune se compose de deux sections :
- Křečov
- Štichovice

## Transports
Par la route, Štichovice se trouve à 16 km de Kralovice, à 37 km de Plzeň et à 106 km de Prague. 